# Røykens kommun
Røykens kommun (norska: Røyken kommune) var en kommun på Hurumlandet i Buskerud fylke, Norge, mellan Drammen och Oslo. Landskapet i Røyken präglas av öppna marker och skogklädda åsar. 
Kommunen upphörde den 1 januari 2020, då den (tillsammans med Hurums kommun) slogs ihop med Askers kommun (som ligger i Akershus fylke).
Kommunen gränsade i norr till Liers kommun och Askers kommun, i söder till Hurums kommun. I väster ligger Drammensfjorden och i öster ligger Oslofjorden.
En stor del av Spikkestadlinjen går genom den tidigare kommunen.

## Tätorter
- Drammen (delvis)
- Båtstø
- Hyggen
- Oslo (delvis)
- Røyken
- Sætre – Huvuddelen i Hurums kommun
- Åros

## Personer från Røykens kommun
- Jostein Flo, före detta fotbollsspelare
- Anders Andersen, en av grundarna av Arbeiderpartiet
- Bjørge Lillelien. journalist och sportkommentator
- Ole Christer Basma, fotbollsspelare
- Trine Grung, journalist